# Тугуши, Тамара Куприановна
Тамара Куприановна Тугуши (1919 год, Гурийский уезд, Кутаисская губерния, Грузинская демократическая республика — неизвестно, Махарадзевский район, Грузинская ССР) — звеньевая колхоза «Ахалгаздра Комунисти» («Молодой коммунист») Махарадзевского района, Грузинская ССР. Герой Социалистического Труда (1949).

## Биография
Родилась в 1919 году в крестьянской семье в одном из сельских населённых пунктов Гурийского уезда (сегодня — Озургетский муниципалитет). В послевоенное время трудилась рядовой колхозницей, звеньевой в колхозе «Ахалгаздра Комунисти» Махарадзевского района (сегодня — Озургетский муниципалитет), председателем которого был Севериан Моисеевич Мухашаврия.
В 1948 году звено под её руководством собрало в среднем с каждого гектара по 8387 килограмм сортового зелёного чайного листа на участке площадью 2,3 гектара. Указом Президиума Верховного Совета СССР от 29 августа 1949 года удостоена звания Героя Социалистического Труда за «получение высоких урожаев сортового зелёного чайного листа и цитрусовых плодов в 1948 году» с вручением ордена Ленина и золотой медали «Серп и Молот» (№ 4553).
Этим же указом званием Героя Социалистического Труда были награждены председатель колхоза Севериан Моисеевич Мухашаврия, колхозный агроном Александр Михайлович Талаквадзе и колхозницы Елпидия Николаевна Мгеладзе, Натела Владимировна Харати и Наташа Давидовна Хинтибидзе.
Проживала в Махарадзевском районе. Дата её смерти не установлена.
Награды
- Герой Социалистического Труда
- Орден Ленина
- Орден Трудового Красного Знамени (01.09.1951)
- Орден «Знак Почёта» (02.04.1966)